# Frytle
Frytle (Luzula) er en slægt med ca. 115 arter, der er udbredt i tempererede egne og på bjergene over det meste af kloden. Tyngdepunktet ligger dog i Asien og Europa. Det er flerårige, urteagtige planter, og de fleste arter er tuedannende med jordstængler eller udløbere. Bladene er grundstillede med græslignende, flade bladplader, lukkede bladskeder og fint hårede bladrande. Blomsterne er samlet i løse, endestillede stande på særlige skud. De enkelte blomster er 3-tallige og næsten regelmæssige. Frugterne er kapsler med frø, som bærer et fedtholdigt vedhæng, som lokker myrerne til at sprede frøene (se myrelegeme).
| Beskrevne Arter |

- Markfrytle (Luzula campestris)
- Hovedfrytle (Luzula congesta)
- Bleg frytle (Luzula luzuloides)
- Mangeblomstret frytle (Luzula multiflora)
- Snefrytle (Luzula nivea)
- Håret frytle (Luzula pilosa)
- Stor frytle (Luzula sylvatica)

| Andre Arter |

- Luzula alopecurus
- Luzula arcuata
- Luzula comosa
- Luzula elegans
- Luzula glabrata
- Luzula parviflora
- Luzula piperi
- Luzula spicata
- Luzula wahlenbergii